# Daniel Dăianu
Daniel Dăianu (n. Bucarest, 30 de agosto de 1952) es un prestigioso economista rumano, que ostenta desde 2019 el cargo de presidente del Consejo Fiscal de Rumanía. Fue ministro de Hacienda del Gobierno rumano, entre 1997 y 1998. Es catedrático en la Escuela Nacional de Estudios Políticos y Administrativos (SNSPA) de Bucarest, miembro titular de la Academia Rumana desde 2013, presidente de la Sociedad Rumana de Economía (SOREC), miembro de la Asociación Americana de Economía y miembro de la Sociedad Académica Rumana. En los comicios europeos de 2007, fue elegido eurodiputado por parte del Partido Nacional Liberal rumano. Tras su elección, el 23 de diciembre de 2007 dimitió del Consejo Supervisor del Banco Comercial Rumano (BCR), a fin de evitar un posible conflicto de intereses.  
En junio de 2014 fue elegido miembro del Consejo de Administración del Banco Nacional de Rumanía, un cargo que ostentó hasta 2019.   
Es miembro del High Level Group on Own Resources (HLGOR) - Grupo de Alto Nivel sobre Recursos Propios, una entidad de la Unión Europea, presidida por Mario Monti, y también es miembro del Instituto de Análisis Económico y Social CASE (Polonia). En 2014 fue invitado a formar parte de la junta directiva de la organización Friends of Europe (Amigos de Europa) de Bruselas.   
Habla rumano (lengua materna), inglés, francés, alemán, italiano y español.    

## Familia
Está casado. Tiene un hijo. Su hermano es ingeniero. Su padre falleció. Daniel Dăianu declaró que su abuelo había sido militante clandestino y había fallecido en 1946. Tanto la madre como el padre de Dăianu trabajaron en el Ministerio del Interior, en el Departamento de Seguridad del Estado, antes de la Revolución Rumana de 1989, que acabó con el régimen comunista del dictador Nicolae Ceaușescu. 
Daniel Dăianu contó en una entrevista lo siguiente: "... Sí, mi madre era teniente coronel y mi padre coronel, documentalista, en la Dirección de Seguridad del Estado... Yo vengo de una familia de izquierdas. Mi abuelo había sido militante clandestino del Partido Comunista Rumano (nota de la redacción: el Partido Comunista Rumano fue ilegal en Rumanía durante el período de entreguerras y a sus militantes en esos años se les llamaba ilegaliști, es decir, militantes clandestinos), murió en 1946, lo habían pegado. Ni siquiera le dio tiempo de ver los albores del llamado socialismo en evolución. No le dio tiempo. Ésa fue mi familia." 

## En el régimen comunista
Durante el régimen comunista de Nicolae Ceauşescu, trabajó para la Unidad de Inteligencia Exterior (DIE) de la Dirección de Seguridad del Estado, la policía secreta de Rumanía, entre 1976 y septiembre de 1978. Ese año abandonó la organización por su propia voluntad y, en la década de los 80, se hizo conocido por sus escritos contra la política económica de Ceauşescu, los cuales fueron destacados en esa época por Radio Free Europe (RFE). En septiembre de 2007, el Consejo Nacional para el Análisis de los Archivos del Departamento de Seguridad Estatal (CNSAS) dictaminó que Daniel Dăianu había trabajado en la Unidad de Inteligencia Exterior sólo en temas económicos.  Según el CNSAS, no se encontró ningún elemento que probara que Dăianu hubiera sido uno de los opresores políticos de esa época.

## Carrera como economista
En 1975, se graduó en Ciencias económicas por la Academia de Estudios Económicos (ASE) de Bucarest y, en 1988, obtuvo el título de Doctor en economía, otorgado por la misma academia. Entre 1979 y 1990 fue investigador en el Instituto Económico Socialista.
De 1990 a 1991 cursó estudios posdoctorales en la Universidad de Harvard y en 1994 finalizó el Advanced Management Program de la Harvard Business School. Fue ministro de Hacienda de 1997 a 1998 y viceministro de Hacienda en 1992. En distintos períodos, fue investigador invitado en el Woodrow Wilson Center (en Washington D. C.), en el NATO Defense College (en Roma), en el Fondo Monetario Internacional (FMI) y en la Organización para la Cooperación y el Desarrollo Económicos (OCDE). Entre 1999 y 2004 fue profesor en la Academia de Estudios Económicos de Bucarest, en la Universidad de California en Berkeley, en la Universidad de California en Los Ángeles y en la Universidad de Bolonia. De 2002 a 2004 desempeñó el cargo de presidente de la Asociación Europea para Estudios Económicos Comparativos. De 2005 a 2006 fue presidente del Consejo Supervisor del Banco Comercial Rumano (BCR) y entre 2012 y 2013 fue miembro de la Junta Directiva del banco rumano CEC Bank. Entre abril de 2013 y junio de 2014 ejerció el cargo de vicepresidente primero de la Autoridad de Supervisión Financiera de Rumanía. 
Ha publicado artículos de análisis económicos en numerosos medios de comunicación rumanos y extranjeros, como el diario Ziarul Financiar, Bursa, Piața Financiară, Contributors (del portal rumano de noticias www.hotnews.ro), Cursa de Guvernare, Southeast European Times, European Voice, Les Echos, Europe´s World, World Commerce Review.
Fue relator del Parlamento Europeo para "The Reform of the Regulation and Supervision of Financial Markets" ("La reforma de la Normativa y de la Supervisión de los Mercados Financieros"). El Parlamento Europeo aprobó el informe "The Lamfalussy Follow Up" en octubre de 2008.
El 22 de mayo de 2008, el diario francés Le Monde publicó el texto "Financial Cannot Govern Us" ("Las finanzas no nos pueden regir"), que Daniel Dăianu firmó junto con tres expresidentes de la Comisión Europea, nueve ex primeros ministros de Estados de la UE y seis exministros de Hacienda / Economía, un texto en el que se anticipó la amplitud de la crisis económica y se habló de sus causas. 
En 2010 fue invitado a ser miembro del Instituto de Análisis Económico y Social (CASE) de Polonia.
Es miembro del think tank Consejo Europeo de Relaciones Exteriores desde 2011.
Es presidente de honor de la Asociación Rumana de Estudios Europeos. 

## Incursión en la política
Entre 1992 y 1997, Dăianu fue el economista en jefe del Banco Nacional de Rumania y en 1992 fue nombrado viceministro de Hacienda.
Entre el 5 de diciembre de 1997 y el 23 de septiembre de 1998 fue ministro de Hacienda de Rumania, en los gobiernos de Victor Ciorbea y de Radu Vasile. Renunció al cargo porque se negó a firmar un controvertido acuerdo con la compañía Bell Helicopter para adquirir 98 helicópteros de ataque Dracula AH-1R0 (una variante del Bell AH-1 Cobra), para modernizar las Fuerzas Armadas de Rumanía. Dăianu consideró que los términos del contrato no eran ventajosos para la industria rumana y que el acuerdo era muy costoso para el presupuesto rumano de la época.
En agosto de 2005, fue nombrado presidente del Consejo Supervisor del Banco Comercial Rumano Banca Comercială Română, un cargo previamente ocupado por Sebastian Vlădescu y por Florin Georgescu, entre otros. Renunció a este puesto en diciembre de 2007, para evitar cualquier conflicto de intereses con sus tareas como eurodiputado.
En octubre de 2008, Dăianu declaró en contra de los bancos europeos que recibían ayudas estatales para salir de la crisis, pues consideró que dañaban las economías europeos por medio de la especulación contra las monedas nacionales.

## Obras

### Libros
Daniel Dăianu es autor de varios libros, centrados especialmente en asuntos económicos y monetarios, pero también en cuestiones sociales y relacionadas con la Unión Europea: 
- Funcţionarea economiei şi echilibrul extern (Ed. Academiei Române, Bucarest, 1992); ISBN 973-27-0289-3
- Echilibrul economic şi moneda: keynesism şi monetarism (Ed. Humanitas, Bucarest, 1993);
- Vitalitate şi viabilitate economică: o dublă provocare pentru securitatea europeană (Ed. Clavis, Bucarest, 1997); ISBN 0-8204-3184-2
- Transformation As a Real Process (Ashgate Publishing House, Aldershot,1998); ISBN 1-84014-475-0
- Încotro se îndreaptă ţările postcomuniste? : curente economice în pragul secolului (Ed. Polirom, Iaşi, 2000);
- Balkan Reconstruction (Frank Cass Publishing House, London, 2001)- coordinador, en colaboración con Thanos Veremis; ISBN 0-7146-8172-5
- România şi Uniunea Europeană: inflaţie, balanţa de plăţi, creştere economică (Ed. Polirom, Iaşi, 2002) – en colaboración con Radu Vrânceanu;
- Deschiderea contului de capital în România: o abordare optimă = Opening Romania's capital account - an optional approach (European Institute in Romania, 2002) – en colaboración con Ion Drăgulin;
- Transpunerea în România a normelor Uniunii Europene în domeniul impozitării indirecte (tva şi accize) (European Institute in Romania, Bucarest, 2003) – en colaboración con Claudiu Doltu;
- Pariul României: Economía noastră: reformă şi integrare (Ed. Compañía AltFel, Bucarest, 2004); ISBN 973-9119-95-2
- Ethical Boundaries of Capitalism (Ashgate Publishing House, Aldershot, 2005)- en colaboración con Radu Vrânceanu; ISBN 0-7546-4395-6
- Frontiere etice ale capitalismului (Ed. Polirom, Iaşi, 2006) – en colaboración con Radu Vrânceanu;ISBN 973-46-0085-0
- Ce vom fi în Uniune. Pariul modernizării României (Ed. Polirom, Iaşi, 2006);ISBN (10) 973-46-0269-1
- South-East Europe and the World We Live In (Instituto Diplomático Rumano, Bucarest, 2008); ISBN 978-973-27-1628-1
- The Macroeconomics of EU Integration. The Case of Romania (Rosetti Educational, Bucarest, 2008) ISBN 978 973 7881 34 2
- Capitalismul încotro? Criza economică, mersul ideilor, instituții (Ed. Polirom, Iași, 2009) ISBN 978-973-46-1427-1
- Lupta cu criza financiară. Eforturile unui membru român al PE / Combating the Financial Crisis. A Romanian MEPs Struggle, Bucharest, Rosetti Educațional, 2009, ISBN 978-973-7881-52-6
- Coautor de Whither Economic Growth in Central and Eastern Europe, Bruegel Blueprint Series, Brussels, 2010, ISBN 978-9-078910-17-6
- Reforma guvernanței economice a UE: ne aflăm la un moment de răscruce? Archivado el 8 de julio de 2011, en la Wayback Machine, CRPE Policy Memo no. 17, diciembre de 2010
- Când finanța subminează economia și corodează democrația (Ed. Polirom, Iași, 2012) ISBN 978-973-4625-47-5
- Coordinador, junto con Giorgio Basevi, Carl D'Adda y Rajeesh Kumar, del volumen "The Eurozone Crisis and the Future of Europe", Palgrave Macmillan, 2014
- Marele impas in Europa: Ce poate face Romania? (Ed. Polirom, Iași, 2015);
- Criza zonei euro si viitorul Europei, volumen coordinado por Daniel Dăianu, Giorgio Basevi, Carlo D’Adda, Rajeesh Kumar (Ed. Polirom, Iași, 2016);
- Băncile centrale, criza și postcriza: Romania si Uniunea Europeana încotro? (Ed. Polirom, Iași, 2018);
- Economia și pandemia. Ce urmează? (Editura Polirom, 2021).

### Artículos
Sus columnas aparecen regularmente en las revistas Piaţa Financiară, Southeast European Times y European Voice. Asimismo, escribe un artículo cada miércoles en Jurnalul Naţional (jurnalul.ro) y una vez al mes para Ziarul Financiar. 